# Чернігівські губернські відомості
«Черні́гівські губе́рнські відо́мості» (рос. дореф. Черниговскія губернскія вѣдомости) — офіційна урядова газета, що виходила в губернському центрі місті Чернігові у 1838—1918 роках.
Перший номер вийшов у суботу, 8 січня 1838 (за старим стилем).
Виходила спершу, від 1865 року — двічі, від 1866 року — тричі на тиждень.
Газета складалася з 2 частин: офіційної, де друкувалися розпорядження, постанови і повідомлення центральних і місцевих властей та неофіційної, в якій вміщувалися повідомлення про місцеві новини, статті з фольклору, етнографії, лінгвістики, археології, історії, географії, економіки, про економіку краю, про життя сусідніх губерній і країни в цілому, зарубіжних країн, описи сільського господарства, торгівлі тощо.
На сторінках «Черниговских губернских ведомостей» виступали історики М. О. Макарович, О. М. Лазаревський, етнографи і фольклористи П. С. Єфименко, О. В. Маркович, О. В. Шишацький-Ілліч, письменники Л. І. Глібов, М. М. Коцюбинський та інші. Зокрема, тут було надруковано чимало статей з історії окремих населених пунктів, а також уривки з «Генеральського слідства про маєтності Чернігівського полку», з праці О. Ф. Шафонського «Чернігівського намісництва топографічний опис».
Порівняно багато місця відводилося описові пам'яток архітектура та історії, характеристиці стану народної освіти. З припиненням виходу неофіційної частини (листопад 1906 року) в офіційній частині відводилося кілька шпальт, а то й вся четверта сторінка для неофіційних повідомлень.
Редакція газети містилася на вулиці Шосейній (тепер проспект Миру).